# Neolimnia repo
Neolimnia repo är en tvåvingeart som beskrevs av Barnes 1979. Neolimnia repo ingår i släktet Neolimnia och familjen kärrflugor. Inga underarter finns listade i Catalogue of Life.